# Анфим (Драконакис)
Епи́скоп А́нфим (греч. Επίσκοπος Άνθιμος, в миру Гео́ргиос Дракона́кис, греч. Γεώργιος Δρακωνάκης, англ. George Draconakis; 20 ноября 1934, Кастелион — 29 мая 2015, Уэст-Ярмут, Массачусетс) — епископ Константинопольской православной церкви, титулярный епископ Олимпийский (1992—2015).

## Биография
Родился в деревне Кастелион (по другим данным в деревне Айос-Николаос) на Крите, в семье Николая и Каллиопы.
В период обучения в Халкинской богословской школе, 28 марта 1954 года был хиротонисан во диакона. В 1956 году окончил Халкинскую школу со степенью магистра богословия, и 21 октября 1956 того же года хиротонисан во пресвитера.
В 1956 году переехал в Бельгию, где учился Католическом университете Лувена и служил в местных греческих приходах, относившихся на тот момент к Фиатирской архиепископии.
С 1960 года служил в Германии в приходах Берлина и Нюрнберга. В 1963 году вошёл в клир новообразованной Германской митрополии.
В июле 1969 году он прибыл в США, где перешёл в Американскую архиепископию Константинопольского патриархата и был назначен приходским священником греческой церкви Святого Николая в Клинтоне (штат Массачусетс). В это же время он продолжал своё образование в Гарвардской Школе Богословия.
В июле 1971 года был назначен настоятелем кафедрального собора Святой Троицы в Нью-Йорке, где он служил до своего избрания епископом в 1977 году.
17 апреля 1977 года был хиротонисан во епископа Христопольского, викария Американской архиепископии и назначен управляющим Шестым (питтсбургским) округом.
15 марта 1979 года был избран епископом Бостонским.
С 15 ноября 1983 года — епископ Денверский. 4 декабря того же года состоялась его интронизация.
В 1987 году ушёл на покой в связи с возникшим скандалом.
15 октября 1992 года назначен титулярным епископом Олимпийским.
Епископ Анфим был близким другом митрополита Сан-Францисского Антония, который также был выходцем с Крита. Епископ Афнфим был частым гостем в Сан-Францисской митрополии. Он любил посещать ежегодный фестиваль народного танца и хорового пения; был большим сторонником ранчо святого Николая и Центра восстановления и монастыря Богородицы Живоносного Источника в Данлэпом, Калифорния.
Скончался 29 мая 2015 года в возрасте 80 лет в своей резиденции в Уэст-Ярмуте (штат Массачусетс).